# Амбели
Амбели (латыш. Ambeļi) — населённый пункт в Аугшдаугавском крае Латвии. Административный центр Амбельской волости. Находится у южного берега озера Вишкю. Расстояние до города Даугавпилс составляет около 40 км. По данным на 2015 год, в населённом пункте проживало 269 человек. Есть волостная администрация, библиотека, почтовое отделение, фельдшерский пункт, клуб, католическая церковь. Парк Амбели является национальным архитектурным и природным памятником.

## История
Населённый пункт находится на территории бывшего поместья Амбели.
В советское время населённый пункт был центром Амбельского сельсовета Даугавпилсского района. В селе располагался совхоз им. П. Стучки.